# Jean-Michel Roche
Pour les articles homonymes, voir Roche (homonymie).
Jean-Michel Roche, né le 13 mai 1954 à Saint-Étienne (Loire) et mort le 2 janvier 2021 à Madagascar, ancien joueur français de volley-ball évoluant au poste de passeur, est un entraîneur professionnel. Il a été sélectionné en équipe de France en 1980 et 1981.

## Biographie
Il est l'un des entraîneurs majeurs du volley-ball français des années 1990-2000 et sa personnalité reste liée de façon certaine au club du Stade Poitevin dont il fut l'entraîneur-joueur de 1986 à 1990, puis l'entraîneur principal entre 1994 et 1998 et enfin le manager entre 1998 et 2000.
Jean-Michel Roche fut également sélectionneur de l'Équipe de France de volley-ball, entre 1994 et 1995, ainsi que de l'équipe masculine des Seychelles et plus récemment de l'équipe féminine de Madagascar.

## Clubs
| Club                    | De        | À         |
| ----------------------- | --------- | --------- |
| CASG Paris              | 1974-1975 | 1977-1978 |
| VGA Saint-Maur          | 1978-1979 | 1980-1981 |
| Asnières Volley         | 1981-1982 | 1981-1982 |
| JSA Bordeaux Volley J/E | 1983-1983 | 1984-1985 |
| Stade Poitevin VB J/E   | 1986-1987 | 1989-1990 |

| Club                       | De         | À          |
| -------------------------- | ---------- | ---------- |
| JSA Bordeaux Volley J/E    | 1982-1983  | 1985-1986  |
| Stade Poitevin VB J/E      | 1986-1987  | 1989-1990  |
| CA Saint-Étienne VB        | 1990-1991  | 1991-1992  |
| AS Cannes VB               | 1992-1993  | 1993-1994  |
| Équipe de France masculine | 1994       | 1995       |
| Stade poitevin             | 1994-1995  | 1997-1998  |
| Goëlo CAVB                 | 2000-2001  | 2000-2001  |
| GFCO Ajaccio Volley-Ball   | 2001-2002  | 2004-2005  |
| FL Saint-Quentin           | 2005-2006  | 2005-2006  |
| Nantes RMV                 | 2006-2007  | Janv. 2007 |
| Nice VB                    | Janv. 2007 | 2007-2008  |

## Palmarès
A : En tant que manager.
| Compétition                     | Résultat       | Année            |
| ------------------------------- | -------------- | ---------------- |
| Championnat de France — Ligue A | Vainqueur      | 1994, 1999 A     |
| Championnat de France — Ligue A | Finaliste      | 1982, 1993, 2000 |
| Championnat de France — Ligue A | Troisième      | 1996             |
| Championnat de France — Ligue B | Vainqueur      | 1988             |
| Championnat de France — Ligue B | Finaliste      | 1984, 1990       |
| Championnat de France — Ligue B | Troisième      | 2006             |
| Coupe de France                 | Vainqueur      | 1993, 1996       |
| Coupe de France                 | Finaliste      | —                |
| Coupe de France                 | Demi-Finaliste | 2000             |
| Coupe des vainqueurs de coupe   | Vainqueur      | —                |
| Coupe des vainqueurs de coupe   | Finaliste      | 1993             |
| Coupe des vainqueurs de coupe   | Troisième      | 1994             |